# Joyce ten Raa
Joyce Elly Marie ten Raa (* 1. März 2003) ist eine luxemburgische Skirennläuferin.

## Karriere
Ten Raa gab ihr internationales Renndebüt am 8. Februar 2020 bei einem Juniorenrennen in Meiringen. Ihr erstes internationales Großereignis bestritt sie drei Jahre später bei den Juniorenweltmeisterschaften in St. Anton am Arlberg, wobei sie mit Rang 31 im Slalom ihre beste Platzierung erreichte. Bis zu diesem Zeitpunkt war sie hauptsächlich bei FIS-Rennen an den Start gegangen.
Wenige Wochen nach den Juniorenweltmeisterschaften nahm sie bereits an ihren ersten Alpinen Skiweltmeisterschaften in Courchevel bzw. Méribel teil. Dort belegte sie den 51. und letzten Platz im Slalom.
2024 wurde sie luxemburgische Vizemeisterin im Riesenslalom.

## Privates
Ihre Schwester Gwyneth ten Raa ist ebenfalls als Skirennläuferin aktiv.

## Erfolge

### Weltmeisterschaften
- Courchevel/Méribel 2023: 51. Riesenslalom, DNF Slalom
- Saalbach-Hinterglemm 2025: 47. Riesenslalom

### Juniorenweltmeisterschaften
- St. Anton 2023: 31. Slalom, 33. Riesenslalom
- Haute-Savoie 2024: DNF Riesenslalom, DNF Slalom

### Weitere Erfolge
- 2 Platzierungen unter den besten 10 bei FIS-Renne
- Luxemburgische Vizemeisterin im Slalom (2023)
- Luxemburgische Vizemeisterin im Riesenslalom (2024)